# Luszowice (powiat dąbrowski)
Luszowice – wieś w Polsce położona w województwie małopolskim, w powiecie dąbrowskim, w gminie Radgoszcz.
W latach 1954–1968 wieś należała i była siedzibą władz gromady Luszowice, po jej zniesieniu w gromadzie Radgoszcz. W latach 1975–1998 miejscowość należała administracyjnie do województwa tarnowskiego.

## Części wsi
| SIMC    | Nazwa           | Rodzaj     |
| ------- | --------------- | ---------- |
| 1048339 | Dwór            | część wsi  |
| 1048428 | Jeziorki        | część wsi  |
| 1048523 | Luszowice Dolne | część wsi  |
| 1048530 | Luszowice Górne | część wsi  |
| 1048612 | Podedworze      | część wsi  |
| 1048629 | Podkościele     | część wsi  |
| 1048687 | Stara Wieś      | część wsi  |
| 1048693 | Świerża         | przysiółek |

## Historia
Luszowice to druga pod względem liczby mieszkańców miejscowość w gminie. Wieś istniała już w XIV wieku. Luszowice pierwotnie były wsią królewską, czego dowodzi darowanie jej przez Władysława Jagiełłę, Janowi z Tarnowa wojewodzie sandomierskiemu, za jego wierną służbę Królowej Jadwidze, oraz za starania jakie poczynił, by doprowadzić do małżeństwa Jadwigi z Jagiełłą w roku 1386. Akt nadania miał miejsce w Bieczu 8 czerwca 1386 r., dokument wydany w języku łacińskim.
W roku 1536 wieś Luszowice należała w połowie do Jana Tarnowskiego, wojewody ruskiego i Doroty Tarnowskiej, żony Jana Tarły. Wiadomo, że Tarłowie herbu Topór byli pierwszymi dziedzicami wsi, którzy w niej osiedli. W Starej Wsi wybudowali zamek obronny, a w Luszowicach Górnych na Dębowcu dworek.
„Encyklopedia Powszechna” z 1864 roku podaje : „Luszowice, wieś w Galicji w cyrkule tarnowskim, dwie mile od Tarnowa (...) ma zamek starożytny (...) zbudowany w stylu włoskim, dawniej miał dwa piętra, dziś o jednym i świecącym pustkami, jest bliskim ruiny. Charakter architektury: rów otaczający i herb Topór u bramy świadczą, że Tarłowie tą obronną siedzibę w końcu XVII wieku z dawnego zamku dla siebie przerobili lub nowy wystawili. Zygmunt Tarło „Pułkownik Jego Królewskiej Mości” bierze udział w walkach ze Szwedami, walczy też pod Wiedniem w wojsku Sobieskiego. Opromieniony sławą obrońca katolicyzmu zasłynął jako fundator kościoła w Luszowicach. W 1686 roku w Luszowicach erygowano parafie. Dwa lata wcześniej Zygmunt Tarło wydzierżawił wieś kapitule krakowskiej”.
Encyklopedia Orgelbranda z 1864 roku podaje, że „w kościele częścią drewnianym, częścią murowanym we włoskim stylu, z kaplicą (...) mieszczą się groby tej możnej niegdyś rodziny, pomiędzy tymi zaś złożone jest ciało Adama Tarły, wojewody lubelskiego głośnego z pojedynku pod Marymontem, w którym zginął w roku 1744”.
Po Tarłach właścicielami Luszowic zostali Prebendowscy, a po uwłaszczeniu w 1848 r. majątek luszowicki przejęła hrabina Konstancja z Wiktorów Romerowa. W tym czasie parafia Luszowce liczyła 2900 ludności katolickiej i 200 izraelitów.
Tuż przed I wojną światową rozpoczęto w Luszowicach budowę nowego kościoła, zakończoną po wojnie. W okresie międzywojennym Luszowice dwukrotnie odwiedził Wincenty Witos. Po raz pierwszy w 1924 roku na wiecu zorganizowanym na placu Adama Madury. Mówił o zorganizowaniu chłopa polskiego, który żywi naród, potrafi bronić swego kraju.
II wojna światowa odcisnęła na tych terenach bardzo wyraźne piętno. Pierwsze niemieckie bomby spadły na wieś już 1 września. Wiele osób wywieziono do obozów koncentracyjnych, przymusowej pracy w Niemczech, wielu zamordował „kat powiśla” – Engelbert Guzdek.

## Zabytki
Obiekt wpisany do rejestru zabytków nieruchomych województwa małopolskiego.
- Kościół parafialny pw. św. Józefa Oblubieńca z 1913 r,
- kaplica przy kościele parafialnym.

## Infrastruktura
Ośrodek zdrowia, szkoła podstawowa.

## Osoby związane z miejscowością
- Franciszek Pabian.